# Юльянівка
Юльянівка — пасажирський зупинний пункт Коростенської дирекції Південно-Західної залізниці (Україна), розташований на дільниці Звягель I — Житомир між зупинними пунктами Бабичівський (відстань — 4 км) і Колодіївка (3 км). Відстань до ст. Звягель I — 60 км, до ст. Житомир — 31 км.
Розташований на південному заході Юлянівки Житомирського району Житомирської області.
Виник у 1990-х роках.